# Brosna
Il Brosna (in irlandese An Bhrosnach) è un fiume dell'Isola d'Irlanda, che scorre nel territorio della repubblica irlandese, fra le contee di Westmeath e Offaly. È un affluente del fiume Shannon.
Si forma a partire dal lago Owell, a nord di Mullingar, e sfocia nello Shannon presso la cittadina di Shannon Harbour.

## Idrografia
Alla sua foce, il Brosna è un piccolo fiume, che scorre, a partire dal lago Owell, in direzione sud-sudovest, attraversando la città di Mullingar e confluendo nel lago Ennell. Da qui, continua a scorrere toccando la città di Kilbeggan, aumentando di portata prima di giungere nella città di Clara, Ferbane e Banagher (tutte città della Contea di Offaly). Qui, infine, incontra il fiume Shannon, confluendo nelle sue acque.

## Aspetti economici
Il fiume Brosna è rinomato per la pesca, grazie alla sua ricchezza ittica; lungo le sue rive si pratica principalmente la pesca con la mosca specialmente a trote e salmoni. In tempi recenti, tuttavia, questa attività è stata minata dal crescente inquinamento delle sue acque, a causa della scarsa capacità di eliminazione degli agenti tossici del fiume.
Tra gli anni quaranta e cinquanta, vennero intrapresi dei lavori per aumentare la capacità di drenaggio delle sue zone maggiormente sottoposte al rischio di esondazione. Questi lavori, costati circa 750.000IR£, hanno portato all'innalzamento delle rive del fiume in molte suo tratti, ed in un aumento della sua profondità.